# Gini Vlieger
Margina Geertje (Gini) Vlieger (Amsterdam, 9 december 1938 – Amsterdam, 31 oktober 2018) was een Nederlands pianist.
Ze was dochter van Ko Vlieger en Greet Koning. Ze was getrouwd met journalist Kees Tamboer.
Ze kreeg haar opleiding aan het Conservatorium van Amsterdam en gaf toen al soloconcert in de Bachzaal. Later zou zij ook andere podia aandoen. Zo zat ze in 1966 in "De Suite" achter de piano in werken van Wolfgang Amadeus Mozart (Fantasie KV 475), Maurice Ravel (Alborado del gracioso) en Carel Brons (Imaginations). Niet veel later zat ze op het podium met violist John Helstone en pianist Antoine Oomen. Zij werd echter bekender als pianolerares met een eigen concertzaal De Tamboer tussen de Overtoom (Overtoom 247) en het Vondelpark. Ze had als bijnaam The Flying Piano Teacher, die wel werkte met bijvoorbeeld blokfluitisten Kees Otten en Marina Klunder. Van Vlieger werd een achttal compact discs in eigen beheer uitgegeven onder de titel Pianomuziek uit de leskamer.
- Bibliothèque nationale de France: cb177469997 (data)
- International Standard Name Identifier: 0000 0004 6235 6109
- Virtual International Authority File: 8258153411853441700005